# Gelbbauchwiesel

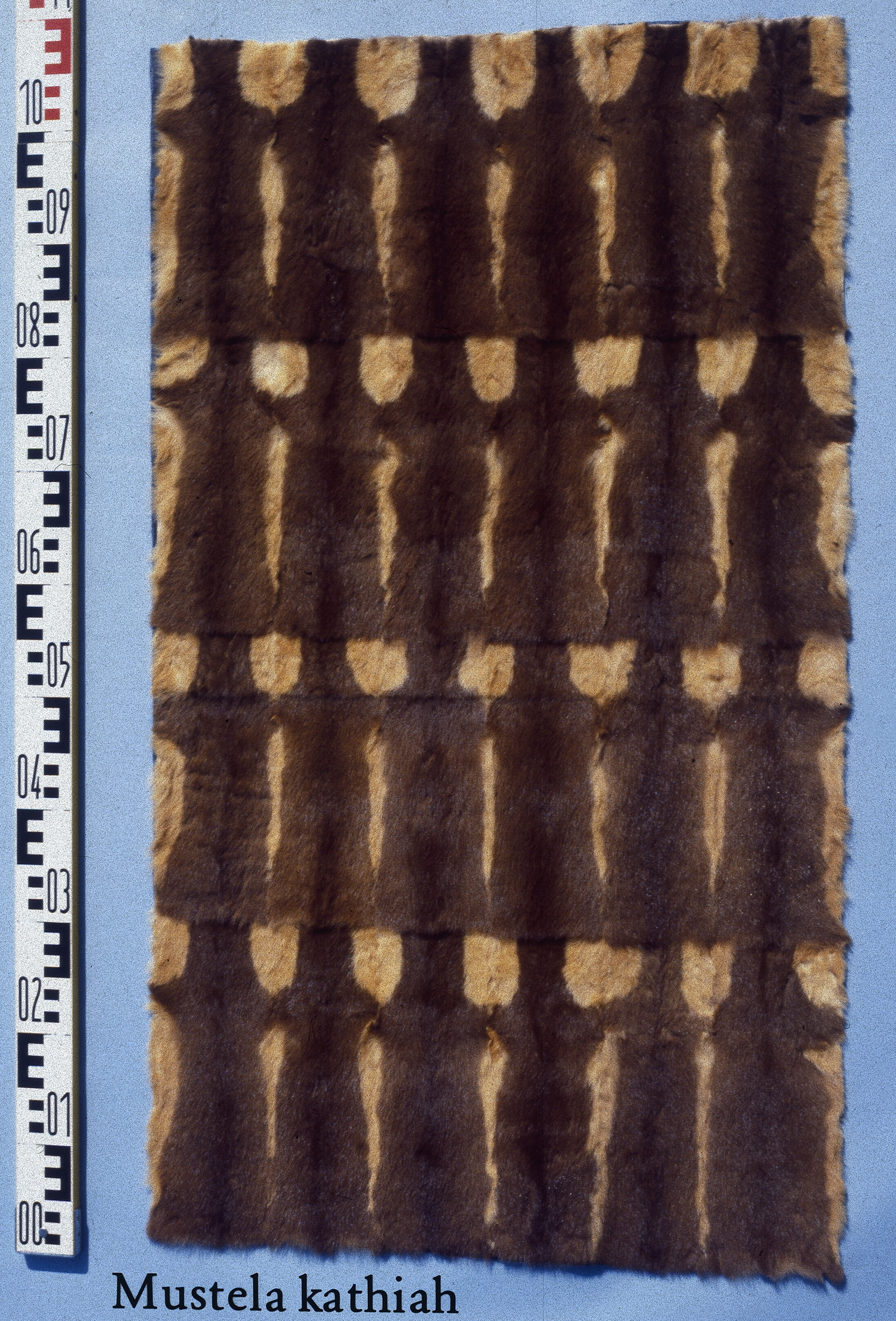
Felle des Gelbbauchwiesels

Das Gelbbauchwiesel (Mustela kathiah) ist eine in Asien lebende Raubtierart aus der Familie der Marder (Mustelidae).

## Merkmale
Gelbbauchwiesel unterscheiden sich von anderen Wieseln durch den relativ langen Schwanz. Ihr Fell ist an der Oberseite dunkelbraun gefärbt, die Unterseite ist gelb. Die Lippen und die Kehle sind weißlich. Ein weiteres Merkmal sind die unbehaarten Sohlen der Hinterbeine. Die Tiere erreichen eine Kopf-Rumpf-Länge von 25 bis 27 Zentimetern und eine Schwanzlänge von 13 bis 15 Zentimetern.

## Verbreitungsgebiet und Lebensraum

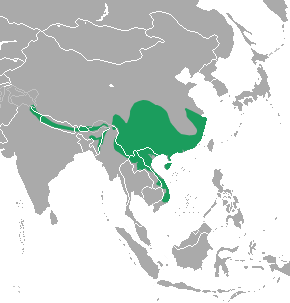
Verbreitungsgebiet des Gelbbauchwiesels

Gelbbauchwiesel sind in Gebirgsregionen von 1800 bis 4000 Metern Seehöhe in Asien beheimatet. Im nepalesischen Himalaya werden sie sogar noch in Höhen von 4.880 Metern angetroffen. Ihr Verbreitungsgebiet erstreckt sich von der Himalaya-Region bis Südchina und Südostasien.

## Lebensweise
Wie die meisten Wiesel dürften auch Gelbbauchwiesel vorwiegend dämmerungs- oder nachtaktiv sein und einzelgängerisch leben. Ihre Baue finden sich unter Baumwurzeln, zwischen Felsblöcken, in Baumhöhlen und in aufgegebenen Bauen anderer Tierarten. Ihre Nahrung besteht vorwiegend aus Kleinsäugern wie Mäusen, Ratten und Wühlmäusen, daneben nehmen sie auch Vögel zu sich.

## Sonstiges
Gelbbauchwiesel werden in manchen Regionen als Heimtiere gehalten, da sie viele als Schädlinge eingeschätzte Nager verzehren. Die Art ist häufig und zählt nicht zu den bedrohten Arten.

## Einzelbelege
1. ↑   Shrestha, S. 127